# Route nationale 28 (Guinée)
Pour les articles homonymes, voir Route nationale 28.
La Route nationale 28 (N28) est une route nationale en république de Guinée qui commence à Tarambaly à la sortie de la N27 et rejoint la N27 à Tougué. Elle mesure 71 kilomètres de long,,.

## Tracé
- Tarambaly
- Sannou
- Moromi
- Tougué